# Liste der olympischen Medaillengewinner aus Serbien und Montenegro
Das NOK Serbiens und Montenegros bzw. der Bundesrepublik Jugoslawien wurde 1919 als gesamtjugoslawischer Verband Jugoslovenski olimpijski komitet gegründet und 1920 vom Internationalen Olympischen Komitee aufgenommen.
Für serbische und montenegrinische Medaillengewinner bis 1988 und 1996 bis 2000 und dann wieder ab 2008 siehe Jugoslawien, Serbien und Montenegro.

## Medaillenbilanz
Insgesamt konnten 59 Sportler aus Serbien und Montenegro bzw. aus der Bundesrepublik Jugoslawien neun olympische Medaillen erringen (2 × Gold, 4 × Silber und 3 × Bronze). Davon entfallen nur zwei Silbermedaillen auf das Antreten unter dem Landesnamen Serbien und Montenegro bei den Spielen 2004. 1996 und 2000 lautete der Landesname noch Bundesrepublik Jugoslawien.

## Medaillengewinner

### B
- Vladimir Batez – Volleyball (1-0-1)
Atlanta 1996: Bronze, Männer
Sydney 2000: Gold, Männer
- Miroslav Berić – Basketball (0-1-0)
Atlanta 1996: Silber, Männer
- Dejan Bodiroga – Basketball (0-1-0)
Atlanta 1996: Silber, Männer
- Slobodan Boškan – Volleyball(1-0-0)
Sydney 2000: Gold, Männer
- Dejan Brđović – Volleyball (0-0-1)
Atlanta 1996: Bronze, Männer

### C
- Aleksandar Ćirić – Wasserball (0-1-1)
Sydney 2000: Bronze, Männer
Athen 2004: Silber, Männer

### D
- Damjan Danilović – Wasserball (0-1-0)
Athen 2004: Silber, Männer
- Predrag Danilović – Basketball (0-1-0)
Atlanta 1996: Silber, Männer
- Vlade Divac – Basketball (0-1-0)
Atlanta 1996: Silber, Männer
- Aleksandar Đorđević – Basketball (0-1-0)
Atlanta 1996: Silber, Männer
- Đorđe Đurić – Volleyball (0-0-1)
Atlanta 1996: Bronze, Männer

### F
- Filip Filipović – Wasserball (0-1-0)
Athen 2004: Silber, Männer

### G
- Andrija Gerić – Volleyball (1-0-1)
Atlanta 1996: Bronze, Männer
Sydney 2000: Gold, Männer
- Vladimir Gojković – Wasserball (0-1-0)
Athen 2004: Silber, Männer
- Nikola Grbić – Volleyball (1-0-1)
Atlanta 1996: Bronze, Männer
Sydney 2000: Gold, Männer
- Vladimir Grbić – Volleyball (1-0-1)
Atlanta 1996: Bronze, Männer
Sydney 2000: Gold, Männer

### I
- Danilo Ikodinović – Wasserball (0-1-1)
Sydney 2000: Bronze, Männer
Athen 2004: Silber, Männer
- Aleksandra Ivošev – Schießen (1-0-1)
Atlanta 1996: Gold, Kleinkaliber Dreistellungskampf, Frauen
Atlanta 1996: Bronze, Luftpistole, Frauen

### J
- Mladan Janović – Wasserball (0-1-0)
Athen 2004: Silber, Männer
- Nikola Janović – Wasserball (0-1-0)
Athen 2004: Silber, Männer
- Viktor Jelenić – Wasserball (0-1-1)
Sydney 2000: Bronze, Männer
Athen 2004: Silber, Männer
- Rajko Jokanović – Volleyball (0-0-1)
Atlanta 1996: Bronze, Männer
- Predrag Jokić – Wasserball (0-1-0)
Athen 2004: Silber, Männer

### K
- Slobodan Kovač – Volleyball (1-0-1)
Atlanta 1996: Bronze, Männer
Sydney 2000: Gold, Männer
- Nikola Kuljača – Wasserball (0-1-1)
Sydney 2000: Bronze, Männer
Athen 2004: Silber, Männer

### L
- Nikola Lončar – Basketball (0-1-0)
Atlanta 1996: Silber, Männer

### M
- Đula Mešter – Volleyball (1-0-1)
Atlanta 1996: Bronze, Männer
Sydney 2000: Gold, Männer
- Vasa Mijić – Volleyball (1-0-0)
Sydney 2000: Gold, Männer
- Ivan Miljković – Volleyball (1-0-0)
Sydney 2000: Gold, Männer

### N
- Slobodan Nikić – Wasserball (0-1-0)
Athen 2004: Silber, Männer

### O
- Saša Obradović – Basketball (0-1-0)
Atlanta 1996: Silber, Männer

### P
- Vjekoslaw Pašković – Wasserball (0-1-0)
Athen 2004: Silber, Männer
- Žarko Paspalj – Basketball (0-1-0)
Atlanta 1996: Silber, Männer
- Veljko Petković – Volleyball (1-0-0)
Sydney 2000: Gold, Männer
- Žarko Petrović – Volleyball (0-0-1)
Atlanta 1996: Bronze, Männer
- Duško Pijetlović – Wasserball (0-1-0)
Athen 2004: Silber, Männer
- Andrija Prlainović – Wasserball (0-1-0)
Athen 2004: Silber, Männer

### R
- Zdravko Radić – Wasserball (0-1-0)
Athen 2004: Silber, Männer
- Željko Rebrača – Basketball (0-1-0)
Atlanta 1996: Silber, Männer

### S
- Aleksandar Sapić – Wasserball (0-1-1)
Sydney 2000: Bronze, Männer
Athen 2004: Silber, Männer
- Dejan Savić – Wasserball (0-1-1)
Sydney 2000: Bronze, Männer
Athen 2004: Silber, Männer
- Zoran Savić – Basketball (0-1-0)
Atlanta 1996: Silber, Männer
- Denis Šefik – Wasserball (0-1-0)
Athen 2004: Silber, Männer
- Jasna Šekarić – Schießen (0-2-0)
Sydney 2000: Silber, Luftpistole, Frauen
Athen 2004: Silber, Luftpistole, Frauen
- Slobodan Soro – Wasserball (0-1-0)
Athen 2004: Silber, Männer
- Aleksandar Šoštar – Wasserball (0-0-1)
Sydney 2000: Bronze, Männer

### T
- Željko Tanasković – Volleyball (0-0-1)
Atlanta 1996: Bronze, Männer
- Dejan Tomašević – Basketball (0-1-0)
Atlanta 1996: Silber, Männer
- Milenko Topić – Basketball (0-1-0)
Atlanta 1996: Silber, Männer
- Petar Trbojević – Wasserball (0-1-1)
Sydney 2000: Bronze, Männer
Athen 2004: Silber, Männer

### U
- Vanja Udovičić – Wasserball (0-1-0)
Athen 2004: Silber, Männer
- Veljko Uskoković – Wasserball (0-0-1)
Sydney 2000: Bronze, Männer

### V
- Jugoslav Vasović – Wasserball (0-0-1)
Sydney 2000: Bronze, Männer
- Vladimir Vujašinović – Wasserball (0-1-1)
Sydney 2000: Bronze, Männer
Athen 2004: Silber, Männer
- Goran Vujević – Volleyball (1-0-1)
Atlanta 1996: Bronze, Männer
Sydney 2000: Gold, Männer
- Nenad Vukanić – Wasserball (0-0-1)
Sydney 2000: Bronze, Männer
- Igor Vusubrović – Volleyball (1-0-0)
Sydney 2000: Gold, Männer

### Z
- Predrag Zimonjić – Wasserball (0-0-1)
Sydney 2000: Bronze, Männer